# Raymond Mommens
Raymond Mommens (Lebbeke, 27 december 1958) is een Belgische ex-voetballer die nu als scout werkt voor Club Brugge. Met 614 wedstrijden is Raymond Mommens de absolute recordhouder van het aantal officiële wedstrijden in eerste klasse.

## Carrière
Op 16-jarige leeftijd debuteerde de aanvallende middenvelder voor Sporting Lokeren. Elf jaar later maakte hij de overstap naar Sporting Charleroi. Ook als international heeft Mommens een mooi palmares behaald. Zo werd hij in 1977 Europees kampioen met de nationale beloften. Toen de Rode Duivels onder leiding van Guy Thys in de jaren '80 hun glorietijd beleefden werd hij achttien maal geselecteerd voor de A-ploeg. Zo speelde hij op het Europees Kampioenschap van 1980 in Italië mee in de (door België verloren) finale tegen West-Duitsland. Op het Wereldkampioenschap voetbal van 1986 in Mexico speelde hij mee in de troostfinale tegen Frankrijk. Na tweeëntwintig jaar voetbal in de hoogste klasse sloot hij in 1997 zijn actieve carrière af bij Sporting Charleroi.
Tot mei 2007 werkte Mommens als scout bij Sporting Charleroi. Toen vertrok hij naar RSC Anderlecht waar hij eveneens scoutingswerk verrichtte en adjunct werd van hoofdscout Werner Deraeve. In september 2007 maakte hij echter terug de omgekeerde beweging en werd hij opnieuw scout bij Sporting Charleroi.

## Pinanti is Pinanti
Tijdens het seizoen 2006/2007 won Raymond Mommens de strafschopcompetitie ‘Pinanti is Pinanti’ van Studio 1 op zondag op één. Tijdens zijn spelerscarrière won Mommens niet veel prijzen. Maar na tweeëndertig afleveringen kroonde hij zich wel tot ‘Koning van de Pinanti’. In het Koning Boudewijnstadion versloeg de gewezen international in een erg spannende finale Nico Claesen met 3-2.

## Carrière
- 1975-86: Sporting Lokeren
- 1986-97: Sporting Charleroi

## Palmares

### Speler

#### Lokeren
- Eerste Klasse: 1980–81 (vice-kampioen)[1]
- Beker van België: 1980-81 (finalist)[1]
- Brugse Metten: 1982[2]

#### Charleroi
- Beker van België: 1992-93 (finalist)[3]

### Internationaal
België
- UEFA Europees Kampioenschap: 1980 (finalist)[4]
- Wereldkampioenschap: 1986 (vierde plaats)[5]
- Nationale trofee voor sportverdienste: 1980[6]

1 Custers ·
2 Gerets ·
3 L. Millecamps ·
4 Meeuws ·
5 Renquin ·
6 Cools  ·
7 Vandereycken ·
8 Van Moer ·
9 Van der Elst ·
10 Vandenbergh ·
11 Ceulemans ·
12 Pfaff ·
13 M. Martens ·
14 Plessers ·
15 Verheyen ·
16 M. Millecamps ·
17 Mommens ·
18 Dardenne ·
19 Wellens ·
20 Preud'homme ·
21 Heyligen ·
22 R. Martens ·
Coach: Thys
1 Pfaff ·
2 Gerets  ·
3 L. Millecamps ·
4 Meeuws ·
5 Renquin ·
6 Vercauteren ·
7 Vandereycken ·
8 Van Moer ·
9 Vandenbergh ·
10 Coeck ·
11 Ceulemans ·
12 Custers ·
13 Van der Elst ·
14 Baecke ·
15 De Schrijver ·
16 Plessers ·
17 Verheyen ·
18 Mommens ·
19 M. Millecamps ·
20 Vandersmissen ·
21 Czerniatynski ·
22 Munaron ·
Coach: Thys
1 Pfaff ·
2 Grün ·
3 Lambrichts ·
4 Clijsters ·
5 De Wolf ·
6 Vercauteren ·
7 Vandereycken ·
8 Claesen ·
9 Vandenbergh ·
10 Coeck ·
11 Ceulemans  ·
12 Munaron ·
13 Baecke ·
14 De Greef ·
15 Verheyen ·
16 Scifo ·
17 Voordeckers ·
18 Czerniatynski ·
19 Mommens ·
20 De Coninck ·
Coach: Thys
1 Pfaff ·
2 Gerets ·
3 F. Van der Elst ·
4 De Wolf ·
5 Renquin ·
6 Vercauteren ·
7 Vandereycken ·
8 Scifo ·
9 Vandenbergh ·
10 Desmet ·
11 Ceulemans  ·
12 Munaron ·
13 Grün ·
14 Clijsters ·
15 L. Van Der Elst ·
16 Claesen ·
17 Mommens ·
18 Veyt ·
19 Broos ·
20 Bodart ·
21 Demol ·
22 Vervoort ·
Coach: Thys